# Sunipia bicolor
Sunipia bicolor är en orkidéart som beskrevs av John Lindley. Sunipia bicolor ingår i släktet Sunipia och familjen orkidéer. Inga underarter finns listade i Catalogue of Life.